# Екзекуцията на лейди Джейн Грей
Екзекуцията на лейди Джейн Грей е картина с маслени бои на Пол Деларош, завършена през 1833, която понастоящем се намира в Националната галерия в Лондон. Тя е изключително популярна в десетилетията след създаването си, но през XX век реалистичните исторически картини изпадат в немилост сред критиците и произведението остава в архивите в продължение на много години, като дълго време се смята за изгубено. След реставрацията си и повторното си излагане през 1975, картината веднага отново става изключително популярна, особено сред по-младите посетители.
Картината интерпретира моментите, предхождащи смъртта на лейди Джейн Грей, която на 10 юли 1553  е провъзгласена за кралица на Англия, но девет дни по-късно е свалена от трона и екзекутирана през 1554. Поради краткостта на управлението си Джейн често е наричана „Деветдневната кралица“.

## История
Основна статия: Лейди Джейн Грей
Лейди Джейн Грей е правнучка на Хенри VII и първа братовчедка на неговия внук, краткотрайния крал Едуард VI. След смъртта на Едуард тя е провъзгласена за кралица, като ѝ е дадено предимство пред дъщерите на Хенри VIII – Мария и Елизабет. Две седмици след смъртта на брат си Мария, която има подкрепата на английския народ, предявява претенции към трона, а Джейн се отказва от короната, след като е управлявала само девет дни. Джейн, съпругът ѝ лорд Гилфорд Дъдли и баща ѝ са затворени в Тауър по обвинение в държавна измяна. Процесът срещу Джейн се провежда през ноември, но смъртната ѝ присъда временно е отложена. През февруари 1554 г. баща ѝ, който вече е освободен, става един от водачите на въстанието на Уайът. В петък, 12 февруари, Мария заповядва екзекуцията на 17-годишната Джейн и нейния съпруг чрез обезглавяване. Баща ѝ споделя същата съдба единадесет дни по-късно.

## Картина
През 1833 г. Деларош рисува сюжета на екзекуцията на лейди Джейн, близо 300 години след събитието, като използва съвременни исторически източници, за да го пресъздаде възможно най-точно. Деларош изгражда своята репутация в Парижкия салон с голямоформатни, реалистични изображения на известни събития от предходните векове. Както при много художници от това време, специализиращи се в исторически живописни разкази, в сцената има елементи, които са измислени, за да засилят символиката и драматизма.
Картината изобразява момента, в който Джейн, със завързани очи, е подпомагана да положи главата си върху дръвника за екзекуцията. Нейната протегната ръка несигурно се спуска надолу, за да го намери. Тя е подпомагана от мъж, идентифициран като Джон Бриджис, 1-ви барон Чандос, който по време на екзекуцията на Джейн е лейтенант на Лондонската кула. Докато е затворена в Кулата, Джейн е придружавана от придворни дами, една от които е била нейната детегледачка от детството. В картината са изобразени две придворни дами, които показват дълбоката си скръб преди неизбежното събитие.
Екзекуцията се извършва на открито, в част от територията на Лондонската кула, известна като Тауър Грийн, където преди това са били екзекутирани съпругите на Хенри VIII – Ан Болейн и Катрин Хауърд. Деларош обаче избира по-тъмна и затворена среда, за да засили психологическата тежест на мрачния сюжет, подобно на сценограф, който създава атмосфера за театрална постановка.
В картината екзекуцията се извършва върху повдигната дървена платформа, подобна на тези, използвани за екзекуции на кралски особи и благородници по време на Френската революция. Ръбът на тази платформа е покрит с черен плат и се вижда на преден план. В дъното на композицията парапетът на стълбище се спуска надолу, а върховете на две оръжия загатват присъствието на стражи. Деларош включва архитектурен детайл, който свързва Лондонската кула с нейния основател – Уилям Завоевателя. В картината две масивни нормански колони с капители във формата на възглавница, сляпа аркада и голяма арка с шевронов орнамент създават фон, който подсказва древността на мястото. Изборът на тази сграда сред многото в Лондонската кула, изградени в различни епохи, изглежда умишлен и може да има както стилови, така и символични причини. Всъщност екзекуцията се е състояла пред параклиса „Св. Петър в окови“, който не е построен при Уилям Завоевателя, а по заповед на Хенри VIII близо 500 години по-късно.